# Dorfkirche Pfiffelbach

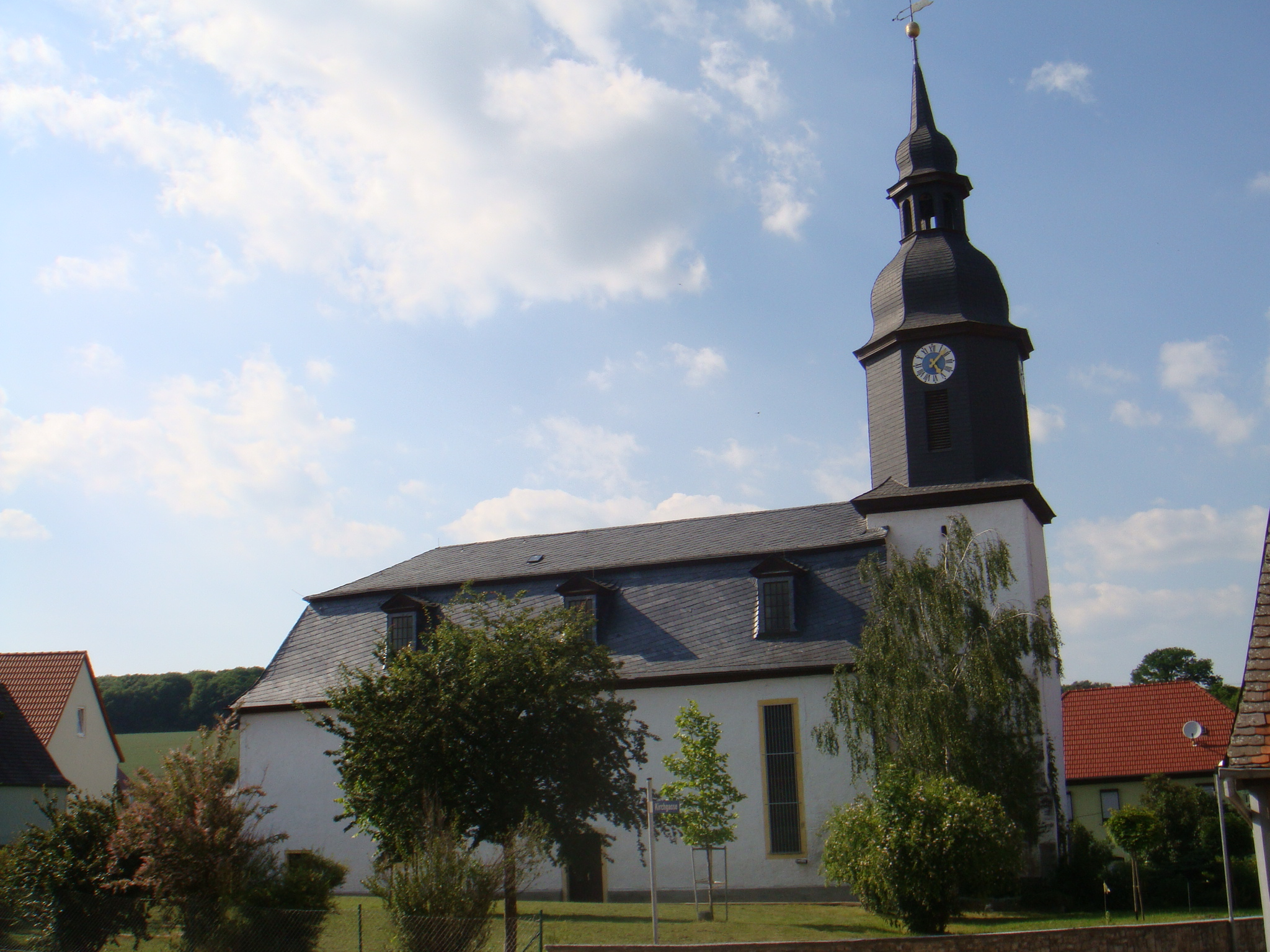
Die Kirche

Die Dorfkirche Pfiffelbach (auch Trinitatiskirche) steht in der Gemeinde Pfiffelbach im Landkreis Weimarer Land in Thüringen.

## Geschichte
Im Dreißigjährigen Krieg wurde die Kirche stark beschädigt und 1718 zerstörte ein Feuer das Bauwerk vollständig.
Im 18. Jahrhundert wurde die Kirche wieder aufgebaut. Das Langhaus erhielt eine tonnenförmige Holzdecke. Im Innenraum sind Holzemporen in zwei Geschossen eingebaut worden. Sie stehen auf Pfosten.
Die barocke Kanzel von 1720 ist mit den vier Evangelisten und drei Engeln verziert.

## Orgel
Die Orgel ist mit Schnitzereien verziert. Das erste bekannte Instrument wurde 1728 von Heinrich Nicolaus Trebs (Weimar) gebaut. 1803 baute Ludwig Wilhelm Hähner (Arnstadt) ein neues Instrument in das barocke Gehäuse der Vorgängerorgel. 1856 bauten die Gebr. Peternell (Seligenthal) die Orgel um und ergänzten mehrere Registerzüge. Sie verfügt jetzt über 23 Registerzüge. 2003	unterzogen	Rösel & Hercher (Saalfeld) das Instrument einer Reparatur.

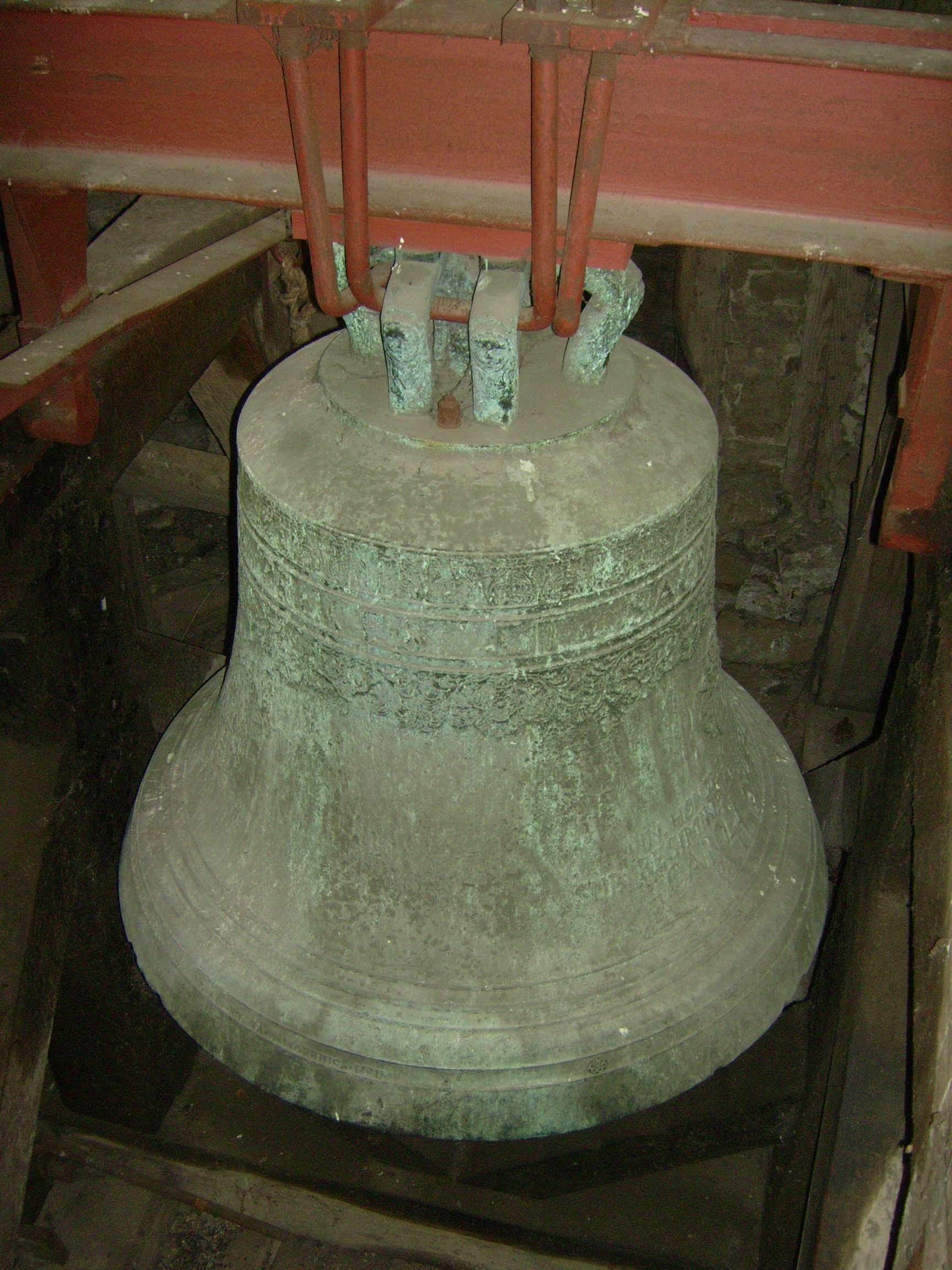
Die Ulrich-Glocke

## Glocken
Im Turm hängt eine 1791 von den Gebrüdern Ulrich (Apolda) gegossene, reich verzierte Bronzeglocke. Auf ihrer Schulter ist zu lesen: /AD. PRECES. ET SACRA VOCO  FUNERA PLANGO/. Die Flanken machen auf viele in der Gemeinde verantwortliche Bürger aufmerksam:  /AUG. GOTTL. ZINSERLING//CONSISTOR SUPREM ADSESSORE etc.//INPRAEFECT. ROSLAU. COMMISAR. ECCLES//CARL IO: GEORG. BÜTTNER.//PRÆFECT. ROSL. ET GEBSTED.//CARL. AUGUST. WIRSING.//A. SECRET: ÆRAR. PRINC.//LUDOV. CHRIST. FERDIN. ASVERO.//COMMIS. PRÆFECT ET ACTUAR.//IO: ADOLPH. GUL. LABES. PASTOR//IO: LORENZ. DANZ. CANTOR.//RUPTA HAEC CAMPANA OPE ET ARTE.//G: ULRICIC APOLDENS.//EST RESTITUTA//A.O.R.M.DCC.XCI/  sowie /IN. HONOREM S. S. TRINITATIS//SUB REGIMINE SERENISS. DUC. SAX. ETC.//CAROLI AUGUSTI//PATRIS PATRIAE/. Am unteren Rand ist zu lesen: /COMMUNITATIS. PFIFFELBACH. PRIMARUS. A. SCHREIBER. SCULTET. ZACCH. LOTZE. LOR. ROSTOCK. SCAR. M. MOEBIUS. P. RÜDIGER. CYR. KIRSCH. E.H.HASSE. LOR. KUNIS. E. T. AL. ET. IAC. MOEBIUS. HEIMB. Im  2. Weltkrieg musste auch sie als 11-23-207 B nach Ilsenburg abgeliefert werden, aber kehrte laut Rücktransportliste vom 4. Februar 1948 zurück. Mit ihr gemeinsam läuten heute die Bronzeglocken Nr. 6859 und Nr. 6860 von Franz Schilling Söhne (Apolda) aus dem Jahr 1919.